# Nowhere (pel·lícula de 1997)
Nowhere és una pel·lícula dramàtica de comèdia negra de 1997 escrita i dirigida per Gregg Araki. Descrita per Araki com " Beverly Hills, 90210 on acid ", la pel·lícula segueix un dia a la vida d'un grup d'estudiants universitaris de Los Angeles i les estranyes vides que porten. És protagonitzada per un repartiment encapçalat per James Duval i Rachel True .
La pel·lícula és la sisena entrada d'Araki i la sisena a la seva trilogia cinematogràfica Teenage Apocalypse, precedida per Totally F***ed Up (1993) i The Doom Generation (1995). Com la resta de pel·lícules de la trilogia, conté escenes de violència gràfica i sexualitat. La pel·lícula inclou notablement diversos membres del repartiment a la vora de l'estrellat, com Ryan Phillippe, Mena Suvari, Kathleen Robertson i Denise Richards.
La recepció inicial va ser mixta, tot i que en els anys posteriors ha guanyat un estatus de culte i la seva reputació entre la crítica ha crescut.

## Trama
Dark i Mel són una parella bisexual en una relació oberta a Los Angeles. Mel està sortint amb una noia anomenada Lucifer, a qui Dark odia, mentre que Dark està interessat en un misteriós home anomenat Montgomery amb qui es troba sovint. Els tres es troben en un cafè que freqüenten, on es troben amb altres adolescents que coneixen, com Alyssa, Dingbat i Egg, així com l'amic de Duck, Cowboy, i discuteixen amb un dels seus amics aquella nit un home que vaig conèixer anomenat Jujyfruit. Egg coneix una estrella de televisió de Baywatch (interpretat per l'actor de Baywatch Jaason Simmons ).
En Cowboy li parla a el Dark sobre l'addicció a l'heroïna del seu xicot en Bart. Ofereix a Bart l'oportunitat d'arreglar la seva relació si deixa de consumir drogues, però ell declina. L'Alyssa i la Dingbat es troben amb el Ducky, el germà d'Egg i l'enamorat de Dingbat, abans que l'Alyssa es trobi amb el seu xicot Elvis. Mentre espera a una parada d'autobús, Dark és testimoni de tres noies assassinades per un extraterrestre, que intenta captar en vídeo abans que desaparegui.
Mentrestant, l'estrella de Baywatch esta mirant la televisió amb l'Egg i intenta fer un moviment amb ella. Ella rebutjarels seus avenços i ell procedeix a violarĺa violentament. En Duck i els seus amics juguen a un joc induït per drogues: Kick the can, que concisteix en amagar-se i fer patades a una llauna, durant el qual Montgomery és segrestat pel mateix alienígena d'abans i Dark se'l troba més tard al vestidor. L'Egg i en Bart tornen a casa i veuen a la televisió el tele-evangelista Moses Helper, que els anima a suïcidar-se per entrar al cel.
Quan en Dark no aconsegueix convèncer a la Mel de tancar la relació i ser monógams a la festa del Jujyfruit, ell surt fora i s'uneix a Dingbat. De sobte, en Ducky, després d'assabentar-se del suïcidi de la seva germana, salta a una piscina, i Dingbat acaba fent-li una RCP. Dark entra a la cuina on veu el mateix alienígena d'abans. Es troba amb Handjob i comença a explicar-li el seu dia abans que arribin l'Alyssa i l'Elvis. L'Elvis afirma que Handjob li va vendre drogues dolentes i el colpeja fins a la mort amb una llauna de sopa de tomàquet.
Casa de retorns foscos i grava un ingrés de diari en la seva cambra de vídeo, dient que és "totalment condemnat". Com intenta per dormir, Montgomery truca en la seva finestra. La fosca li deixa dins mentre compta que va ser segrestat i experimentat damunt per estrangers que pretén envair Terra. La dues mentida baix en el jaç junt i Montgomery pregunta si pot gastar la nit, amb la fosca que acorda només si promet a mai deixar. El dos proper els seus ulls però és molestat, mentre Montgomery va a un accés de tos, llavors explota a un xàfec de sang, deixant només una panerola-com estranger que pronuncia, "sóc outta aquí", abans que crawling fora de la finestra. Una sang-la fosca coberta seu dins stunned silenci, abans de xisclar fora en horror i angoixa. 

## Recepció
Nowhere va rebre crítiques contradictòries de pert de la crítica. Al lloc web Rotten Tomatoes, la pel·lícula té una puntuació d'aprovació del 47% basada en 15 ressenyes, amb una puntuació mitjana de 4/10 .
El Los Angeles Times va donar a la pel·lícula una crítica positiva, titllant-la d'alta energia i afirmant que "Araki és una meravella per controlar els canvis de tons, i Nowhere, una obra confiada i complexa, té un gran aspecte d'art pop, però les seves emocions són reals". En un article sobre les properes pel·lícules d'estiu de 1997, The New York Times va descriure Nowhere com "la versió de Califòrnia de Kids ".
El mateix Araki va descriure la pel·lícula com " Beverly Hills, 90210 on acid". En un article retrospectiu sobre la pel·lícula a Nylon, Marie Lodi va escriure: "Les imatges surrealistes i hipersaturades de Nowhere estaven tan avançades al seu temps com els seus temes".

## Banda sonora
La banda sonora de la pel·lícula, Nowhere: Music from the Gregg Araki Movie, es va publicar a Mercury Records el 1997.

### Llistat de pistes
1. Intro
2. 311 – "Freak Out"
3. Radiohead – "How Can You Be Sure"
4. Elastica – "In the City"
5. Hole – "Dicknail"
6. The Chemical Brothers – "Life Is Sweet" (Daft Punk Remix)
7. Massive Attack – "Daydreaming" (Blacksmith Remix)
8. Coco and the Bean – "Killing Time" (Qureysh – Eh? 1 Remix)
9. Catherine Wheel – "Intravenous"
10. Curve – "Nowhere"
11. Lush – "I Have the Moon"
12. Ruby – "Flippin' tha Bird" (Ceasefire Remix)
13. James – "Thursday Treatments"
14. Chuck D – "Generation Wrekked" (Danny Saber Rock Remix)
15. Marilyn Manson – "Kiddie Grinder" (Remix)
16. Suede – "Trash"

Les cançons que apareixen a la pel·lícula que no apareixen a l'àlbum de la banda sonora inclouen:
- Slowdive – "Avalyn II"
- Stacy Q – "Two of Hearts"
- Cocteau Twins – "Seekers Who Are Lovers" (The Otherness Mix)
- Babyland – "Five Fingers"
- Scylla – "Get a Helmet"
- Sonic Youth – "Hendrix Necro"
- The Future Sound of London – "Papua New Guinea" (Graham Massey Mix)
- Blur – "She's So High"
- The Verve – "Grey Skies"
- Nine Inch Nails – "Memorabilia"
- Mojave 3 – "Tryin' to Reach You"
- Filter – "Take Another"
- Seefeel – "Air-Eyes"
- The Jesus and Mary Chain – "In the Black"
- Nitzer Ebb – "Kick It"
- Seefeel – "Time to Find Me (Come Inside)"
- Portishead – "Mourning Air"
- Adorable – "Vendetta"
- Redd Kross – "Out of My Tree"
- Coil – "The Snow: Answers Come in Dreams"
- My Life with the Thrill Kill Kult – "The Next Room of the Dream"
- Flying Saucer Attack – "Land Beyond the Sun"
- Filter – "Dose" (The Critter Mix)
- The The – "Love Is Stronger Than Death"